# ホテルグランヴィア広島
ホテルグランヴィア広島（ホテルグランヴィアひろしま、英: Hotel Granvia Hiroshima）は、広島県広島市南区にあるJR西日本ホテルズのホテル。運営する企業は株式会社ジェイアール西日本ホテル開発（2025年7月1日以降）である。

## 概要
1987年（昭和62年）7月25日に「広島ターミナルホテル」として開業。その後1995年（平成7年）3月25日に、現在の名称となった。
JR広島駅とは新幹線口と結ばれていて利便性の高い、22階建ての白い高層ホテルである。夏には屋上ビアテラスを期間営業している。
屋上にはテレビ新広島の情報カメラが設置されている。
2025年3月18日には、最上階21階に宿泊ゲスト専用のラウンジをリニューアルオープン。特別フロア滞在のゲストを対象に、朝食、ティータイム、バータイムのメニューを提供している。
2025年（令和7年）3月24日には、広島駅南口の新駅ビル「minamoa」内に「ホテルグランヴィア広島サウスゲート」を開業した。
2025年7月1日、親会社である株式会社ジェイアール西日本ホテル開発に吸収合併され、株式会社ホテルグランヴィア広島は消滅会社となった。

## 主な施設
- 22階　天空のBBQビアガーデン（夏季営業）（テナント）
- 21階　ステーキハウス「神石」・グランヴィアラウンジ（宿泊ゲスト専用ラウンジ）・宴会場「曙光」・スカイプライベートルーム「L＆R」（予約制）
- 20階　客室（グランヴィアフロア）　※ラウンジアクセス付き
- 19階 客室（スーペリアフロア）※ラウンジアクセス付き
- 18階　客室　（スタンダードフロア）※ラウンジアクセス付き
- 17階〜7階 客室（スタンダードフロア）
- 6階　独立型チャペル「ルナルシア」
- 5階　客室（プレミアムフロア）※ラウンジアクセス付き
- 4階　大宴会場
- 3階　中・小宴会場・特別個室・美容室・ブライダルサロン・衣裳室
- 2階　レストラン（日本料理「瀬戸内」・中国料理「煌蘭苑（こうらんえん）・カフェ＆ブッフェ「ディッシュ パレード」）・パティスリー「ディッシュ パレード」・JR広島駅新幹線連絡口・ペデストリアンデッキ連絡口
- 1階　玄関・フロント・クローク・メインロビー・メザニンフロア「ロビーラウンジ」・メインバー「メイフラワー」・ショッピングウォーク
- B1階　レストラン（「たなごころ」広島新幹線口店・「さかなや道場」広島駅北口店）（テナント）

## グループホテル
- ホテルグランヴィア京都　（京都市下京区）
- ホテルグランヴィア大阪　（大阪市北区）
- ホテルグランヴィア和歌山　（和歌山県和歌山市）
- ホテルグランヴィア岡山　（岡山市北区）
- ホテルグランヴィア広島（広島市南区）
- 奈良ホテル　（奈良県奈良市）
- ホテルヴィスキオ尼崎　（兵庫県尼崎市）
- ホテルヴィスキオ京都（京都市下京区）
- ホテルヴィスキオ大阪（大阪市北区）
- ホテルヴィスキオ富山（富山市明輪町）
- 梅小路ポテル京都（京都市下京区）
- THE OSAKA STATION HOTEL（大阪市北区梅田　※2024年7月開業）
- ホテルグランヴィア広島サウスゲート（広島市南区　※2025年3月24日開業）